# Yahya Golmohammadi
Yahya Golmohammadi (persa: يحيى گل محمدى) (Mahmoudabad, 19 de marzo de 1971) es un exfutbolista iraní que jugaba como defensa central siendo su último equipo el Saba Battery de Teherán.
Debutó en la selección de fútbol de Irán en 1993 contra la selección de fútbol de Kenia. Ha disputado la Copa Asiática 2004 y la Copa Mundial de Fútbol de 2006, en el cual marcó un gol contra la selección de fútbol de México. 

## Clubes

### Como jugador
| Club            | País | Año         |
| --------------- | ---- | ----------- |
| Tractor Sazi    | Irán | 1990 - 1991 |
| Poora Tehran FC | Irán | 1991 - 1994 |
| Bank Tejarat FC | Irán | 1994 - 1995 |
| Piroozi FC      | Irán | 1995 - 1999 |
| Foolad FC       | Irán | 1999 - 2002 |
| Piroozi FC      | Irán | 2002 - 2005 |
| Saba Battery    | Irán | 2005 - 2007 |

### Como Segundo Entrenador
| Club                | País | Año         | Segundo Entrenador de |
| ------------------- | ---- | ----------- | --------------------- |
| Rah Ahan Sorinet FC | Irán | 2011 - 2012 | Ali Daei              |
| Persepolis FC       | Irán | 2012        | Manuel José           |

### Como entrenador
| Club                | País | Año             |
| ------------------- | ---- | --------------- |
| Tarbiat Yazd        | Irán | 2009 - 2010     |
| Saba Battery        | Irán | 2012            |
| Persepolis FC       | Irán | 2012 - 2013     |
| Naft Tehran FC      | Irán | 2013 - 2014     |
| Zob Ahan Isfahan BC | Irán | 2014 - 2016     |
| Golreyhan Alborz FC | Irán | 2017            |
| Tractor Sazi        | Irán | 2017 - 2018     |
| Padideh             | Irán | 2018 - 2020     |
| Persepolis FC       | Irán | 2020 - Presente |